# Vier Tage von Dünkirchen 2010
Die 56. Vier Tage von Dünkirchen fanden vom 5. bis 9. Mai 2010 statt. Das Radrennen wurde in fünf Etappen über eine Distanz von 890 Kilometern ausgetragen. Es ist Teil der UCI Europe Tour 2010 und dort in die höchste Kategorie 2.HC eingestuft.

## Etappen
| Etappe    | Tag    | Start – Ziel            | km    | Etappensieger     | Führender         |
| --------- | ------ | ----------------------- | ----- | ----------------- | ----------------- |
| 1. Etappe | 5. Mai | Dünkirchen – Bray-Dunes | 143,8 | Alex Rasmussen    | Alex Rasmussen    |
| 2. Etappe | 6. Mai | Coulogne – Auby         | 196,4 | Danilo Napolitano | Danilo Napolitano |
| 3. Etappe | 7. Mai | Menin – Ypres           | 189   | Alex Rasmussen    | Alex Rasmussen    |
| 4. Etappe | 8. Mai | Merville – Cassel       | 181,3 | Martin Elmiger    | Martin Elmiger    |
| 5. Etappe | 9. Mai | Ardres – Dünkirchen     | 179,5 | Benoît Vaugrenard | Martin Elmiger    |